# 7660 Alexanderwilson
7660 Alexanderwilson este o planetă minoră (asteroid), cu un diametru de 3,155 km, din Mars-crossing asteroid⁠(d). A fost descoperită pe 5 noiembrie 1993 la Observatorul Siding Spring de Robert H. McNaught. 
Obiectul prezintă o orbită caracterizată de o semiaxă mare de 1,9099956 UAi, o excentricitate de 0,14, o înclinație de 23,15067 ° în raport cu ecliptica.